# Iota Leonis
Iota Leonis, La-tinh hoá từ ι Leonis, là tên của một hệ ba ngôi sao nằm trong chòm sao Sư Tử. Hệ sao này có khoảng cách khá gần với Mặt Trời, chỉ cách nhau 79 năm ánh sáng (24,2 parsec) dựa trên giá trị thị sai. Cấp sao biểu kiến hỗn hợp của hệ sao này là 4,00, nghĩa là ta có thể thấy nó với mắt thường (nếu điều kiện thuận lợi, ta sẽ thấy nó rõ ràng hơn). Hiện nó đang di chuyển gần hơn về phía mặt trời với vận tốc 10 km/s.
Ioda Leonis có quang phổ loại F3 IV, khớp với khẳng định nó có một ngôi sao gần mức khổng lồ loại F. Nó có quang phổ đôi, nghĩa là ta có thể nhìn thấy một ngôi sao thành viên của hệ sao này bằng kính viễn vọng vì cả hai đủ gần với nhau. Trong trường hợp này, chỉ ánh sáng từ ngôi sao chính có thể được phát hiện.
Ngôi sao thứ ba được định danh là Ioda Leonis B. Nó quay theo quỹ đạo của cặp sao trên với chu kì là 200 năm và với đường đi cận điểm quỹ đạo vào năm 1948. Khoảng cách giữa chúng thì đang tăng dần lên. Ioda Leonis B có khối lượng xấp xỉ là lớn hơn 8% khối lượng Mặt Trời và là một ngôi sao loại G trong dãy chính, giống như Mặt Trời.

## Tên gọi
Trong tiếng Trung, 太微右垣 (Tài Wēi Yòu Yuán), nghĩa là "bức tường chính của Thái Vi viên" (tiếng Anh: Right Wall of Supreme Palace Enclosure), ám chỉ chòm sao chứa σ Leonis, β Virginis, ι Leonis, θ Leonis and δ Leonis. Do đó, tên tiếng Trung cho nó là 太微右垣三 (Tài Wēi Zuǒ Yuán sān) nghĩa là "ngôi sao thứ ba của bức tường chính của Thái Vi viên" (tiếng Anh: the Third Star of Right Wall of Supreme Palace Enclosure), đại diện cho 西次將 (Xīcìjiāng), nghĩa là vị tướng phương Tây thứ hai, đánh vần là Tsze Tseang bởi R.H. Allen, có nghĩa là "Đại tướng thứ hai".

## Dữ liệu hiện tại
Theo như quan sát, đây là hệ sao nằm trong chòm sao Sư Tử và dưới đây là một số dữ liệu khác:
Xích kinh 11h 23m 55.45273s
Độ nghiêng +10° 31′ 46.2195″
Cấp sao biểu kiến 4.00
Cấp sao tuyệt đối +2.13
Vận tốc hướng tâm 10.3 km/s
Loại quang phổ F4 IV
Giá trị thị sai 41.26 ± 1.16